# عبد الهادي خلف (سياسي بحريني)
عبد الهادي خلف (1945) ناشط سياسي يساري بحريني ومحاضر في قسم علم الاجتماع في جامعة لوند. عبد الهادي متخصص في السياسة في منطقة الخليج العربي.

## السيرة
تلقى تعليمه الابتدائي والثانوي في البحرين ثم توجه إلى الخارج للدراسة الجامعية. حصل على الدكتوراه في علم الاجتماع من جامعة لوند في السويد في عام 1972. عاد إلى البحرين وأصبح مرشحا لأول مجلس وطني للبلاد وانتخب في ديسمبر عام 1973. كان المجلس عبارة عن هيئة استشارية مع صلاحيات محدودة للموافقة على القوانين التي وضعتها الحكومة. بعد عدة أشهر من عقد المجلس الوطني طرد خلف منه واعتقل بتهمة دعم إحدى الجماعات السياسية المحظورة التي تدعوا إلى نظام ملكي دستوري. أطلق سراحه من السجن في عام 1975 ثم أعيد القبض عليه في عام 1976 ومرة أخرى بسبب أنشطته السياسية لتطبيق الحكومة الديمقراطية.
من 1975 إلى 1990 عمل خلف مستشارا لعدد من المؤسسات بما في ذلك لجنة الأمم المتحدة الاقتصادية والاجتماعية لغرب آسيا. في عام 1990 قبل العمل محاضرا في علم الاجتماع في جامعة لوند وانتقل إلى السويد. تابع كتابة مقالات عن السياسة والمجتمع في البحرين باللغتين العربية والإنجليزية لمطبوعات في مختلف أنحاء الشرق الأوسط. كتب أيضا ونشر العديد من الكتب في المنطقة.